# ستيفن ودورث
ستيفن ودورث (بالإنجليزية: Stephen Woodworth)‏ (1967، فوليرتون في الولايات المتحدة)؛ روائي أمريكي.